# Rhyacia stavroitiacus
Rhyacia stavroitiacus är en fjärilsart som beskrevs av Tuleschkov 1951. Rhyacia stavroitiacus ingår i släktet Rhyacia och familjen nattflyn. Inga underarter finns listade.